# أوسي بواتينغ
أوسي بواتينغ (بالإنجليزية: Osei Boateng)‏ هو لاعب كرة قدم غاني في مركز حراسة المرمى، ولد في 19 مايو 1981 في أكرا في غانا. شارك مع منتخب غانا لكرة القدم. أما مع النوادي، فقد لعب مع أشانتي كوتوكو.

## وصلات خارجية
- أوسي بواتينغ على موقع الاتحاد الدولي (مؤرشف)  (الإنجليزية)
- أوسي بواتينغ على موقع قاعدة بيانات كرة القدم.إي يو (الإنجليزية)